# SES 5
SES 5 (även tidigare kallad Astra 4B och Sirius 5) är en geostationär kommunikationssatellit som ägs och drivs av företaget SES. Den sköts upp den 9 juli 2012 från Bajkonur, Kazakstan. 

## Historik
I oktober 2008 beställde SES Sirius AB i Sverige (då till 90 procent ägt av SES och före 2003 kallat Nordic Satellite AB) Sirius 5-satelliten från Space Systems/Loral. Efter fullständigt förvärv av SES 2010 döptes SES Sirius om till SES Astra (ett dotterbolag till SES) och satelliten döptes om till Astra 4B. År 2011 slogs SES Astra ihop till SES och satelliten döptes om till SES-5.

## Satellitbeskrivning
Den konstruerades av Space Systems/Loral och är baserad på SSL 1300 satellitbus. Den bär 24 C-bands- och 36 Ku-bandstranspondrar. Den täcker Atlanten, Afrika söder om Sahara, Nordafrika, Europa, Mellanöstern.

## EGNOSS nyttolast
SES 5 har också en L-bands navigeringsterminal för EU-kommissionen. Terminalen fungerar som en del av European Geostationary Navigation Overlay Service (EGNOS), som tillhandahåller verifiering av GPS-navigeringssignaler (Global Positioning System) genom användning av satelliter i geostationär omloppsbana.
Satelliten används också av bland andra av Viasat för DTH (satellit-TV direkt till hemparaboler) och bredband.

## Uppskjutning
Sirius 5 var det ursprungliga namnet på SES-5-satelliten. SES-5 som sköts upp den 9 juli 2012, klockan 18:38:30 UTC från Bajkonur Cosmodrome, plats 81/24, är nu samlokaliserad med Astra 4A (Sirius 4) vid 5° öster. Denna satellit ger en liknande europeisk och afrikansk täckning som Astra 4A.